# Calycobolus upembaensis
Calycobolus upembaensis är en vindeväxtart som beskrevs av J. Lejoly och S. Lisowski. Calycobolus upembaensis ingår i släktet Calycobolus och familjen vindeväxter. Inga underarter finns listade i Catalogue of Life.